# FK Klis Buturović Polje
FK Klis je bosanskohercegovački nogometni klub iz Buturović Polja kod Konjica.

## Povijest
Klub je osnovan 1995. godine.
Uz seniorsku momčad koja se natječe u Drugoj ligi FBiH – Jug klub ima i mlađe selekcije (pjetlići, predpioniri, pioniri i kadeti). U sezoni 2010./11. Klis je osvojio ligu HNŽ. Pored ovog uspjeha FK Klis je osvojio Kup Hercegovačko-neretvanske županije za sezonu 2016./17. U sezoni 2018./19. osvajaju prvo mjesto u Drugoj ligi – Jug, ali nisu ostvarili plasman u Prvu ligu. Isti uspjeh ponavljaju u sezoni 2021./22.

## Pregled plasmana po sezonama
| Sezona    | Rang | Liga                  | Plasman | Izvori |
| --------- | ---- | --------------------- | ------- | ------ |
| 2016./17. | III  | Druga liga FBiH – Jug | 5.      | [ 4 ]  |
| 2017./18. | III  | Druga liga FBiH – Jug | 2.      | [ 5 ]  |
| 2018./19. | III  | Druga liga FBiH – Jug | 1.      | [ 6 ]  |
| 2019./20. | III  | Druga liga FBiH – Jug | 2.      | [ 7 ]  |
| 2020./21. | III  | Druga liga FBiH – Jug | 2.      | [ 8 ]  |
| 2021./22. | III  | Druga liga FBiH – Jug | 1.      | [ 9 ]  |
| 2022./23. | III  | Druga liga FBiH – Jug | 1.      | [ 10 ] |
| 2023./24. | III  | Druga liga FBiH – Jug | 5.      | [ 11 ] |
| 2024./25. | III  | Druga liga FBiH – Jug | –       |        |

## Nastupi u Kupu BiH
2018./19.
- osmina finala: FK Rudar Prijedor (II) – FK Klis 2:2 (2:3 p)[13]
- četvrtina finala: OFK Sloga Gornje Crnjelovo (II) – FK Klis 1:1, 2:2

2019./20.
- šesnaestina finala: FK Klis – FK UNIS Vogošća (III) 6:2
- osmina finala:  FK Velež Nevesinje (III) – FK Klis 0:2
- četvrtina finala: FK Klis – FK Zvijezda 09 (II) 1:0
- polufinale: FK Borac Banja Luka (I) – FK Klis 4:1, 2:1

2021./22.
- šesnaestina finala: FK Klis – FK Igman Konjic (I) 0:1